# Ес-Асијенда Сан Педро Точатлако (Тланалапа)
Ес-Асијенда Сан Педро Точатлако (шп. Ex-Hacienda San Pedro Tochatlaco) насеље је у Мексику у савезној држави Идалго у општини Тланалапа. Насеље се налази на надморској висини од 2455 м.

## Становништво
Према подацима из 2010. године у насељу је живело 6 становника.

### Хронологија
| Година       | 2000      | 2010 |
| ------------ | --------- | ---- |
| Становништво | 8 (3 / 5) | 6    |

### Попис
| # | Индикатор                     | Вредност |
| - | ----------------------------- | -------- |
| 1 | Укупно домаћинстава           | 1        |
| 2 | Укупно насељених домаћинстава | 1        |
| 3 | Величина локације             | 1        |